# Benito Juárez, Tepeji del Río de Ocampo
Benito Juárez är en ort i Mexiko.   Den ligger i kommunen Tepeji del Río de Ocampo och delstaten Hidalgo, i den sydöstra delen av landet, 60 km norr om huvudstaden Mexico City. Benito Juárez ligger 2 193 meter över havet och antalet invånare är 359.
Terrängen runt Benito Juárez är kuperad åt sydväst, men åt nordost är den platt. Runt Benito Juárez är det ganska tätbefolkat, med 155 invånare per kvadratkilometer. Närmaste större samhälle är Colonia Santa Teresa, 11,6 km sydost om Benito Juárez. I omgivningarna runt Benito Juárez växer huvudsakligen savannskog.